# Spread Your Wings
Spread Your Wings is een nummer van de Britse rockband Queen, afkomstig van hun album News Of The World uit 1977. Het is een rockballad geschreven door bassist John Deacon die op dit nummer ook akoestisch gitaar speelt. Het is de eerste single van Queen zonder de kenmerkende achtergrondzang. Het nummer werd op 10 februari 1978 op single uitgebracht.
Bij concerten is dit nummer zeer populair en op het album Live Killers is te horen hoe het publiek meezingt. De tekst gaat over een jongeman, luisterend naar de naam Sammy die werkt als schoonmaker in een kroeg, de Emerald Bar. De zanger vertolkt de rol van verteller en probeert Sammy op te vrolijken en te vertellen dat hij zijn "vleugels uit moet slaan" en weg moet vliegen.
Naast de albumversie heeft Queen voor de BBC-radio een versie opgenomen waarbij de piano een grotere rol speelt en het einde meer uptempo is.

## Achtergrond
De plaat werd uitsluitend een hit in thuisland het Verenigd Koninkrijk, Duitsland en Nederland. In het Verenigd Koninkrijk bereikte de plaat de 34e positie in de UK Singles Chart. In Duitsland werd de 29e positie bereikt.
In Nederland werd de plaat regelmatig gedraaid op Hilversum 3 en werd een radiohit in de op dat moment twee hitlijsten op de nationale popzender. De plaat bereikte de 20e positie in de Nederlandse Top 40 en de 26e positie in de Nationale Hitparade. In de op Hemelvaartsdag 27 mei 1976 gestarte Europese hitlijst op Hilversum 3, de TROS Europarade, werd de 29e positie bereikt.
In België werden in de beide Vlaamse hitlijsten géén notering behaald.

## Hitnoteringen

### Nationale Hitparade
| Spread Your Wings in de Nationale Hitparade - binnen: 25-03-1978 | Spread Your Wings in de Nationale Hitparade - binnen: 25-03-1978 | Spread Your Wings in de Nationale Hitparade - binnen: 25-03-1978 | Spread Your Wings in de Nationale Hitparade - binnen: 25-03-1978 |
| Week                                                             | 1                                                                | 2                                                                | 3                                                                |
| ---------------------------------------------------------------- | ---------------------------------------------------------------- | ---------------------------------------------------------------- | ---------------------------------------------------------------- |
| Nummer                                                           | 27                                                               | 26                                                               | uit                                                              |

### Nederlandse Top 40
Hitnotering: 6 weken genoteerd. Hoogste notering: #20 

### TROS Europarade
Hitnotering: week 28 1978, 16-07-1978. Hoogste notering: #29 (1 week).

### NPO Radio 2 Top 2000
| Nummer met noteringen in de NPO Radio 2 Top 2000 | '18  | '19 | '20  | '21  | '22  | '23  | '24  |
| ------------------------------------------------ | ---- | --- | ---- | ---- | ---- | ---- | ---- |
| Spread Your Wings                                | 1053 | 880 | 1207 | 1276 | 1299 | 1453 | 1116 |

1. ↑  Een vetgedrukt getal geeft de hoogste notering aan.
2. ↑  2018 was het eerste jaar met een notering voor dit nummer.

## Coverversies
Spread Your Wings is door de Duitse powermetalband Blind Guardian opgenomen voor hun album Somewhere Far Beyond uit 1992.